# GThumb
gThumb è un visualizzatore e browser di immagini libero per l'ambiente GNOME. Basato originariamente su GQView è realizzato per avere una interfaccia semplice e pulita; è distribuito con la licenza GNU General Public License (GPL).

## Caratteristiche
gThumb permette di navigare tra le immagini, che possono essere organizzate in cataloghi, o visualizzate in modalità slideshow (presentazione), permette di creare segnalibri sulle cartelle e sui cataloghi e di aggiungere commenti alle immagini.
Permette anche di acquisire le immagini direttamente dalle fotocamere digitali (via gPhoto).
Permette di effettuare semplici operazioni sulle immagini: copia, spostamento, cancellazione, stampa, zoom, conversione del formato oltre a semplici operazioni di image editing: rotazione, ridimensionamento, ritaglio e aggiunta di filtri alle immagini (regolazione di colore, luminosità e contrasto).
Le immagini manipolate possono essere salvate nei formati JPEG, PNG, TIFF, TGA e WebP.
gThumb può esportare album fotografici su web applicando vari template in maniera semplice: permette in tal modo di poter caricare gli album su siti web in maniera molto semplice.